# Wonodadi (Pulau Rimau)
Wonodadi is een bestuurslaag in het regentschap Banyuasin van de provincie Zuid-Sumatra, Indonesië. Wonodadi telt 721 inwoners (volkstelling 2010).